# Marcos do Nascimento Teixeira
Marcos do Nascimento Teixeira (Londrina, 5 juni 1996) is een Braziliaans voetballer die doorgaans speelt als verdediger. In 2022 verruilde hij Galatasaray voor Sevilla. Doorgaans wordt hij Marcão genoemd.

## Clubcarrière
Marcão werd geboren in Londrina, Paraná en begon bij Avaí. In 2015 vertrok hij naar Atlético Paranaense, dat hem verhuurde aan Guaratinguetá, Ferroviária, A. Goianiense, G.D. Chaves en aan het Portugese Rio Ave. In 2018 maakte hij de overstap naar G.D. Chaves
In 2019 maakte hij een transfer naar het Turkse Galatasaray SK, waar hij de vaste verdediger werd van het elftal. In de zomer van 2022 maakte hij voor 12 miljoen euro een transfer naar Sevilla FC.

### Aanval op ploeggenoot
Op 16 augustus 2021 haalde Marcão het wereldnieuws, nadat hij midden in de wedstrijd zijn ploeggenoot Kerem Aktürkoğlu, had aangevallen. Hij kreeg een rode kaart en werd voor 8 wedstrijden geschorst. Van de club moest hij tijdelijk apart trainen van het team en kreeg een boete van 150 duizend euro.

## Erelijst
| Competitie         | Aantal     | Jaren      |
| Sevilla FC         | Sevilla FC | Sevilla FC |
| ------------------ | ---------- | ---------- |
| UEFA Europa League | 1x         | 2022/23    |

## Privé
De broer van Marcão, Dionatan do Nascimento Teixeira, was ook voetballer en speelde bij het Slowaaks voetbalelftal onder 21. Op 5 november 2017 overleed hij door een hartaanval in zijn geboortestad.
1 Fernández ·
3 Pedrosa ·
4 Salas ·
6 Gudelj ·
7 Romero ·
8 Ortiz ·
9 Iheanacho ·
10 Suso ·
11 Lukebakio ·
12 Sambi Lokonga ·
13 Nyland ·
14 Peque ·
15 Montiel ·
16 Navas  ·
17 Ñíguez ·
18 Agoumé ·
19 Barco ·
20 Sow ·
21 Ejuke ·
22 Badé ·
23 Marcão ·
24 Nianzou ·
26 Sánchez ·
27 Idumbo Muzambo ·
31 Flores ·
32 Carmona ·
Coach: Pimienta
· Assistent-coach: García